# (6595) Munizbarreto
(6595) Munizbarreto es un asteroide perteneciente al cinturón de asteroides descubierto el 21 de agosto de 1987 por Eric Walter Elst desde el Observatorio de La Silla, Chile.

## Designación y nombre
Munizbarreto se designó al principio como 1987 QZ1. Nombrado en honor al ex director Luiz Muniz Barreto del Observatorio Nacional de Río de Janeiro, quien estimuló el desarrollo de la astrofísica en Brasil y fue responsable de la creación en Itajubá del Laboratorio Nacional de Astrofísica. También estableció grupos de investigación en astronomía y geofísica, como el Observatorio de Piedade en Minas Gerais. En 1994 fue a la Universidad Nacional Autónoma de México, donde actualmente está involucrado en investigaciones geofísicas. En la década de 1970, el descubridor fue invitado regularmente por Muniz Barreto para realizar investigaciones en el Observatorio Nacional y enseñar astrofísica en la Universidad Federal de Minas Gerais.

## Características orbitales
Munizbarreto orbita a una distancia media de 2,430 ua del Sol, pudiendo alejarse hasta 2,803 ua y acercarse hasta 2,057 ua. Tiene una excentricidad de 0,153 y una inclinación orbital de 5,436 grados. Emplea en completar una órbita alrededor del Sol 1383,78 días.

## Características físicas
La magnitud absoluta de Munizbarreto es 14,20. Tiene 3,319 km de diámetro y su albedo se estima en 0,442.